# William P. Murphy
William Parry Murphy, född 6 februari 1892 i Stoughton, Dane County, Wisconsin, död 9 oktober 1987 i Brookline, Norfolk County, Massachusetts, var en amerikansk läkare och nobelpristagare.

## Biografi
Murphy tog sin med. dr-examen vid Harvard Medical School år 1922. Genom sin forskning på hundar kunde han fastställa hur järn i levern kunde bota anemi från blödning och perniciös anemi. Forskarna kunde också fastslå att den aktiva substansen var vitamin B12.
År 1934 erhöll Murphy, tillsammans med George Minot och George Whipple, Nobelpriset i fysiologi eller medicin för införandet av leverbehandling vid perniciös anemi.